# ドイプファー・A-100
ドイプファー・A-100（Doepfer A-100）は、1995年にドイツのオーディオメーカー、ドイプファーによって導入されたアナログ・モジュラー・シンセサイザー・システム。
リリース時点では10モジュールしかなかったが、現在120以上のモジュールに加えて、いくつかの異なるエンクロージャーとアクセサリがある 。

## デザイン
A-100モジュールは、ラックに取り付けられるよう設計されており、それぞれ高さは3U、幅は2HPの倍数であり、さまざまなケースで収納できる。
このタイプのラッキングシステム「Eurorack」は、シンセサイザーモジュールの他の多くのメーカーに採用されている。モジュールには、標準のモノミニチュア（3.5 mm）リードを使用してパッチされる。
この3Uの高さ、2HPの幅の倍数、および3.5 mmのリードの組み合わせは、より一般的にEurorack標準として知られており、モーグによって開発された5Uの高さと6.35mmのリードの以前の組み合わせとは対照的である。
Analogue Solutions、Analogue Systems、ローランド、モーグ、Cwejmanなどの他の企業もEurorack標準を採用しており、モジュールを相互のシステムに比較的簡単に統合できる。

## 使用例
この目的のために特別に設計された特定のモジュールを使用すると、A-100システムを使用して、トラウトニウムまたはテルミンをエミュレートしたり、ボコーダーとして使用したりすることができる。

## モジュール
以下のモジュールは、ドイプファーによって製造された、または現在も製造されている:
- A-101-1 – バクトロール マルチモードフィルター
- A-101-2 – バクトロール ローパスフィルタ / VCA
- A-101-3 – 12段 バクトロール フェイザー
- A-101-6 – 6段 Opto FET VCF
- A-101-9 – デュアル ユニバーサル バクトロール モジュール
- A-102 – EMS VCS 3 スタイル 18 dB/オクターブ ダイオード ローパスフィルタ
- A-103 – ローランド・TB-303 スタイル 18 dB/オクターブ トランジスタ ラダー ローパスフィルタ
- A-104 – トラウトニウム スタイル フォルマント フィルタ
- A-105 – 24 dB/オクターブ SSM2044 ベース 24 dB/オクターブ ローパスフィルタ
- A-105-4 – クワッド Poly(?) VCF
- A-106-1 – en:Korg MS-20 スタイル 12 dB/オクターブ ローパス / 6 dB/オクターブ ハイパスフィルタ
- A-106-5 – en:Oberheim SEM スタイル 12 dB/オクターブ マルチモードフィルター
- A-106-6 – en:Oberheim Xpander スタイル マルチモードフィルター
- A-107 – en:Oberheim Xpander スタイル マルチモードフィルター
- A-108 – 6, 12, 24, そして48 dB/オクターブ ローパス / バンドパス トランジスタ ラダー フィルタ
- A-109 – シグナルプロセッサ
- A-110-1 – 標準VCO
- A-110-2 – 基本VCO
- A-110-4 – ゼロスルー 直角位相 VCO
- A-110-6 – 台形 ゼロスルー 直角位相 VCO
- A-111-1 – ハイエンド VCO
- A-111-2 – ハイエンド VCO II / VCLFO
- A-111-3 – マイクロ プレシジョン VCO / VCLFO
- A-111-4 – クワッド プレシジョン VCO
- A-111-5 – Mini synthesizer voice (combination VCO / フィルタ / VCA / LFO / ADSR エンベロープ ジェネレータ)
- A-112 – サンプラー / ウェーブテーブル オシレーター
- A-113 – トラウトニウム スタイル subharmonic ジェネレータ
- A-114 – デュアル ring modulator
- A-115 – オーディオディバイダー
- A-116 – 波形 プロセッサ
- A-117 – デジタルノイズ ジェネレータ / Roland TR-808 スタイル 不協和音源
- A-118 – アナログ en:noise generator / ランダム電圧
- A-118-2 – アナログ en:noise generator / ランダム電圧 (スリムラインシリーズ)
- A-119 – 外部入力 / エンベロープ フォロワー
- A-120 – モーグ スタイル 24 dB/オクターブ ローパスフィルタ
- A-121 – 12 dB/オクターブ マルチモードフィルター
- A-121-2 – 12 dB マルチモードフィルター
- A-122 – オーバーハイム スタイル 24 dB/オクターブ ローパスフィルタ with CEM 3379 チップ
- A-123 – 24 dB/オクターブ ハイパスフィルタ
- A-123-2 – 6/12/18/24 dB ハイパス フィルタ
- A-124 – EDP Wasp スタイル 12 dB/オクターブ マルチモードフィルター
- A-125 – フェイザー
- A-126 – 周波数シフター
- A-127 – トリプル レゾナンス フィルタ
- A-127BOM – フィルタ ブレークアウト モジュール
- A-128 – Fixed フィルタ バンク
- A-129/1 – ヴォコーダー アナリシス
- A-129/2 – ヴォコーダー 合成
- A-129/3 – ヴォコーダー slew リミッタ
- A-129/4 – Slew リミッタ コントローラ
- A-129/5 – 有声/無声検出器
- A-130 – リニア VCA
- A-131 – 指数関数的VCA
- A-132-1 – デュアル リニア 低コスト VCA
- A-132-2 – クワッド VCA
- A-132-3 – デュアル リニア / 指数関数的VCA
- A-132-4 – クワッド 指数関数的VCA / ミキサー
- A-132-8 –  Poly(?) VCA
- A-133 – デュアル ポラライザ
- A-134-1 – Panner
- A-134-2 – デュアル クロスフェーダー
- A-135 – ミキサー
- A-135-2 – クワッド VCA / ミキサー
- A-136 – ディストーション / en:waveshaper
- A-137-1 – ウェーブ マルチプライヤ I
- A-137-2 – ウェーブ マルチプライヤ II
- A-138a – リニア ミキサー
- A-138b – 指数関数的ミキサー
- A-138c – Polarizing(?) ミキサー
- A-138d – クロスフェーダー / エフェクト 挿入
- A-138e – クワッド 3way クロスフェーダー / ミキサー / ポラライザ
- A-138m – 4x4 マトリックス ミキサー
- A-138o – パフォーマンス ミキサー 出力 モジュール
- A-138p – パフォーマンス ミキサー
- A-138s – ミニステレオ ミキサー
- A-138u – デュアル マイクロ ミキサー (2x3)
- A-138x – ミキサー エキスパンダー (A-138aまたはA-138bで使用)
- A-139 – ヘッドホン アンプ
- A-139-2 – ヘッドホン アンプ
- A-140 – ADSRエンベロープ ジェネレータ
- A-140-2 – デュアル ミニ ADSR
- A-141 – 電圧制御 ADSR エンベロープ ジェネレータ
- A-141-2 – 電圧制御 ADSR / LFO
- A-141-4 – クワッド Poly(?) VCADSR
- A-142-1 – ディケイ エンベロープ ジェネレータ / ゲート
- A-142-2 – デュアル エンベロープ 制御 VCA
- A-142-4 – クワッド ディケイ
- A-143-1 – Complex エンベロープ ジェネレータ / クワッド AD エンベロープ ジェネレータ / クワッド LFO
- A-143-2 – クワッド ADSR エンベロープ ジェネレータ
- A-143-3 – クワッド LFO
- A-143-4 – クワッド 電圧制御 LFO / VCO
- A-143-9 – 直角位相 LFO
- A-144 – モーフィングコントローラー
- A-145 – LFO I
- A-146 – LFO II
- A-147 – 電圧制御 LFO
- A-147-2 – 電圧制御 遅延 低周波オシレーター / VCDLFO
- A-148 – デュアル sample and hold / トラックアンドホールド
- A-149-1 – Buchla 200 スタイル ランダム電圧量子化/ランダム電圧保存
- A-149-2 – 8デジタル ランダム電圧
- A-150 – デュアル 電圧制御 スイッチ
- A-150-8 – オクタル マニュアル/電圧制御 プログラマブル スイッチズ
- A-151 – クワッド シーケンシャル スイッチ
- A-152 – アドレス指定されたトラックアンドホールド / アナログ シフトレジスタ / オクタル スイッチ (マルチプレクサ)
- A-154 – シーケンサーコントローラー
- A-155 – アナログ / トリガーシーケンサー
- A-156 – デュアル クオンタイザー
- A-157 – トリガー シーケンサー サブシステム
- A-160 – クロック ディバイダー
- A-160-2 – クロック/トリガー ディバイダー II
- A-160-5 – 電圧制御 クロック マルチプライヤー / ラチェット コントローラー
- A-161 – クロック シーケンサー
- A-162 – デュアル トリガー ディレイ
- A-163 – 周波数分割器
- A-164-1 – マニュアル ゲート
- A-165 – デュアル トリガー インバーター
- A-166 – デュアル ロジックゲート
- A-167 – アナログ コンパレータ / 減算器 / オフセット ジェネレータ
- A-168-1 – PWMモジュール
- A-170 – デュアル en:slew limiter
- A-171 – 電圧制御 slew リミッタ
- A-171-2 – 電圧制御 slew プロセッサ / ジェネレータ
- A-172 – 最大/最小セレクター
- A-173-1/2 – マイクロ キーボード / マニュアル ゲート モジュールズ
- A-174-1 – ジョイスティック
- A-174-2 – ホイール
- A-175 – デュアル電圧インバーター
- A-176 – マニュアル制御電圧源
- A-177-1 – フットコントローラー I
- A-177-2 – フットコントローラー II
- A-178 – テルミン スタイル アンテナ
- A-179 – 光制御電圧源
- A-180-1 – マルチプル I (4HP)
- A-180-2 – マルチプル I (2HP)
- A-180-3 – デュアル バッファード マルチプル
- A-180-9 – マルチコア
- A-181 – マルチプルズ II
- A-182 – スイッチド マルチプル
- A-183-1 – デュアル アッテネーター
- A-183-2 – オフセット ジェネレータ / アッテネーター / ポラライザ
- A-183-3 – アンプ
- A-183-9 – クワッドUSB電源
- A-184-1 – リング モジュレーター / S&H/T&H / Slew リミッタ コンボ
- A-184-2 – 電圧制御 クロスフェーダー / 三角-to-正弦 ウェーブシェイパー
- A-185-1 – バス アクセス
- A-185-2 – プレシジョン 加算器
- A-186-1 – ゲート/trigger combiner
- A-187-1 – DSP 効果
- A-188-1 – BBD
- A-188-2 – Tapped BBD
- A-189-1 – ビット モディファイア
- A-190-1 – MIDI to CV/ゲート/sync インターフェース
- A-190-2 – MIDI to CV/ゲート インターフェース
- A-190-3 – USB/MIDI to CV/ゲート インターフェース
- A-190-4 – USB/MIDI to CV/ゲート/sync インターフェース
- A-190-5 – ポリフォニック USB/MIDI to CV/ゲート インターフェース
- A-190-8 – USB/MIDI to sync インターフェース
- A-191 – MIDI to CV インターフェース / shephard generator
- A-192-1 – CV to MIDI インターフェース
- A-192-2 – CV/ゲート to MIDI/USB インターフェース
- A-196 – 位相同期回路
- A-197-1 – VUメーター
- A-197-2 – LCD オシロスコープ
- A-198 – トラウトニウム スタイル en:ribbon controller
- A-199 – Spring reverb

## 著名なユーザー
- オウテカ[8]
- Ian Boddy[9]
- デッドマウス[10]
- Chris Carter
- ジョン・フルシアンテ[11]
- Gus Gus[12]
- ジェームス・ホールデン[13]
- ヒューマン・リーグ[14]
- インフェクテッド・マッシュルーム[15][16]
- クラフトワーク[5]
- トレント・レズナー[17]
- Mark Shreeve[9]
- ハンス・ジマー[18]